# 寿嘉华
寿嘉华（1943年11月7日—），女，浙江温州人，中华人民共和国政治人物，曾任中华人民共和国国土资源部副部长，中国地质调查局局长，第十届全国政协委员。